# Amantes de una noche
Amantes de una noche è un singolo della cantante dominicana Natti Natasha e del rapper portoricano Bad Bunny, pubblicato il 12 gennaio 2018 dall'etichetta discografica Pina Records.

## Tracce
Download digitale
1. Amantes de una noche – 3:45

## Classifiche

### Classifiche settimanali
| Classifica (2018–19)  | Posizione massima |
| --------------------- | ----------------- |
| Argentina             | 87                |
| Repubblica Dominicana | 3                 |
| Spagna                | 48                |

### Classifiche annuali
| Classifica (2018)     | Posizione |
| --------------------- | --------- |
| El Salvador           | 79        |
| Honduras              | 58        |
| Nicaragua             | 85        |
| Repubblica Dominicana | 10        |